# Lascoria metaleuca
Lascoria metaleuca là một loài bướm đêm trong họ Noctuidae.